# 검증
검증(檢證)은 법관이 자기의 감각으로 어떤 대상의 성질이나 상태 따위를 인식하여 증거를 조사하는 일을 말한다. 형사소송법에서는 사람, 장소, 물건의 성질, 형상을 오감의 작용에 의하여 인식하는 강제처분을 의미하며, 법원의 검증과 수사기관이 하는 검증으로 나뉜다. 법원의 검증은 증거조사의 일종으로 영장을 요구하지 않지만, 수사기관의 검증은 증거를 따로 수집, 보존하기 위한 강제처분에 속하며, 따라서 원칙적으로 법관의 영장에 의하지 않으면 불가능하도록 되어 있다. 민사소송법에 있어서는 법관이 자신의 오감 작용에 의해 직접 사물의 존재, 성질, 형상을 검사하여 그 결과를 증거자료로 하는 조사를 말한다. 예를 들어 사람에 대하여 그 진술의 내용인 사람의 생각을 증거로 하는 경우에는 인증이지만 체격, 용모, 상처 등 신체의 특징을 검사하는 것은 검증이 된다.

## 법원의 검증
- 공판기일에서 이루어지는 증거조사
- 수명법관에 의한 검증, 검증기일에 공개법정이 아닌 판사실 또는 현장에서 이루어지는 검증은 법원의 증거수집활동의 일종
- 영장 불요, 일정한 방식의 제약

## 수사기관의 검증
- 통상 물적 증거, 신체증거는 법정에서 증거조사로 충분
- 그러나 시간상 소멸될 우려가 있는 물적 증거는 수사시 검증하여 그 기록물을 증거로 보존할 필요성이 있음(상해사진, 부검결과, 교통사고현장 등)

## 종류
- 신체검사, 강제촬영, 분묘발굴, 부검 등 영장주의 적용대상
- 동의에 의한 신체, 주거 사진촬영, 공공현장 사진촬영 등
- 압수수색에 부수한 현장, 물건 사진촬영(침해 자체는 압수수색요건, 절차에 의해 정당화)

## 같이 보기
- 수사
- 증거법
- 대한민국 형사소송법 제139조
- 대한민국 형사소송법 제184조
- 대한민국 형사소송법 제215조